# Premio Ig Nobel

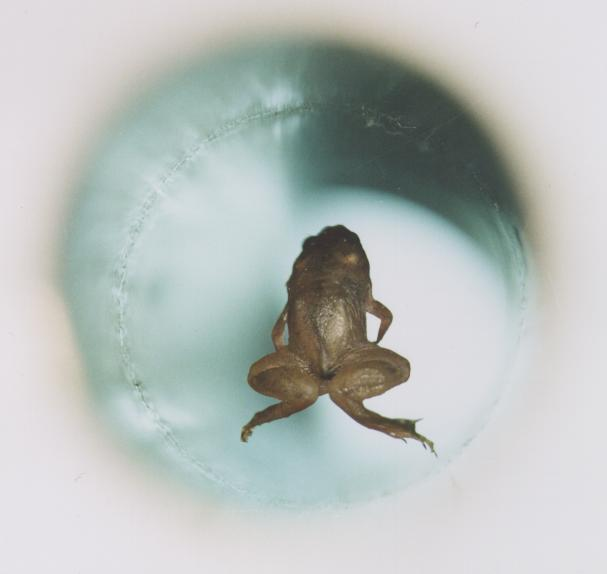
Esperimento di levitazione magnetica di una rana che nel 2000 valse l'Ig Nobel per la fisica ai proponenti, tra cui Andrej Gejm, che vinse il premio Nobel per la Fisica 2010

Il premio Ig Nobel (pronuncia inglese /ˈɪɡ nɔʊˈbɛl/), conosciuto in Italia anche come premio Ignobel, è un riconoscimento satirico che viene assegnato annualmente a dieci ricercatori autori di ricerche "strane, divertenti, e perfino assurde", quel tipo di lavori improbabili che "prima fanno ridere e poi danno da pensare". 
Lo scopo dichiarato del riconoscimento è "premiare l'insolito, l'immaginifico, e stimolare l'interesse del pubblico generale alla scienza, alla medicina, e alla tecnologia". I vincitori sono selezionati in base ad articoli pubblicati anche su riviste scientifiche autorevoli.
Il nome stesso è un gioco di parole tra "Nobel" e "Ignoble (ignobile)".

## Il premio
Sponsorizzati dalla rivista scientifica-umoristica statunitense Annals of Improbable Research (AIR), i premi Ig Nobel sono presentati al pubblico nel corso di una cerimonia di gala che si tiene nel Sanders Theatre dell'Università di Harvard, e consegnati anche da vincitori di veri premi Nobel. La cerimonia è co-patrocinata dalla Harvard Computer Society, dalla Harvard-Radcliffe Science Fiction Association e dalla Harvard-Radcliffe Society of Physics Students. Diversamente dai Nobel, gli Ig Nobel non prevedono un premio in denaro per i vincitori.
La cerimonia è seguita a distanza di pochi giorni dalle "Ig Informal Lectures" (lezioni informali) al MIT, durante le quali i ricercatori premiati possono illustrare al grande pubblico i risultati e l'importanza delle proprie ricerche.
La prima edizione dei premi Ig Nobel si tenne nel 1991. I premi hanno talvolta sollevato critiche - come nel caso dei due attribuiti alla ricerca sull'omeopatia - ma più spesso attirano l'attenzione su articoli scientifici che contengono aspetti divertenti o curiosi.
Esempi di ricerche vincitrici del premio vanno dalla scoperta che la presenza di esseri umani tende ad eccitare sessualmente gli struzzi, all'affermazione che i buchi neri soddisfano tutte le caratteristiche tecniche che li renderebbero il luogo dove si trova l'Inferno.
Contrariamente ai Darwin Awards, che hanno finalità di puro intrattenimento, lo scopo degli Ig Nobel è anche quello di attrarre l'interesse del pubblico sulla scienza. La cerimonia viene registrata e trasmessa negli USA sulla National Public Radio, e, negli ultimi anni, l'Ig Nobel Tour ha rappresentato degli spettacoli nel Regno Unito durante la "settimana nazionale della scienza".
Nel 1995, sir Robert May, consigliere capo per la scienza del governo britannico, richiese agli organizzatori che fossero esclusi dall'assegnazione gli scienziati britannici, sostenendo che i premi rischiavano di far cadere nel ridicolo esperimenti "genuini". May venne criticato da tutta la stampa britannica e la sua richiesta fu ignorata.
Fin dal 2001 è possibile assistere alla cerimonia di premiazione degli Ig Nobel in diretta su Internet. Con un mese di ritardo, essa è poi resa disponibile in streaming per gli utilizzatori di banda larga in formato Real Player.
A tutto il 2004 sono stati pubblicati due volumi che raccolgono gli articoli di diversi vincitori, uno con ISBN 0-7528-5150-0 (rilegato), e l'altro con ISBN 0-7528-4261-7 (cartonato).

## Vincitori
Ad oggi, una sola persona ha vinto sia il premio Ig Nobel sia il premio Nobel. Si tratta di Andrej Gejm, che fu premiato con l'Ig Nobel nel 2000 (insieme a sir Michael Berry) per la loro dimostrazione della rana volante, derivante dalle ricerche sulla levitazione diamagnetica, e nel 2010 vinse il Nobel per le proprie ricerche sul grafene.